# محی الدین فکینی
محی الدین فکینی (عربی: محي الدين فكيني؛ زاده ۱۰ مارس ۱۹۲۵ – درگذشته ۹ ژوئیه ۱۹۹۴) یک سیاستمدار و دیپلمات اهل لیبی بود. وی از ۱۹ مارس ۱۹۶۳ تا ۲۲ ژانویه ۱۹۶۴ نخست‌وزیر لیبی بود.